# Gustav Wegner
Gustav Wegner (4. ledna 1903 – 7. června 1942) byl německý atlet, mistr Evropy ve skoku o tyči z roku 1934.
Jako první německý tyčkař překonal hranici 4 metrů (405 cm v roce 1930). Z následující sezóny pochází jeho osobní rekord 412 cm. V roce 1934 se stal prvním mistrem Evropy ve skoku o tyči. Padl v druhé světové válce na východní frontě.